# Chrysolina sturmi
Chrysolina sturmi là một loài bọ cánh cứng trong họ Chrysomelidae. Nó được tìm thấy ở châu Âu và Tây Á.
Loài này dài đến 6–10 mm.
Chúng ăn Glechoma hederacea, Galium và Cirsium

## Hình ảnh

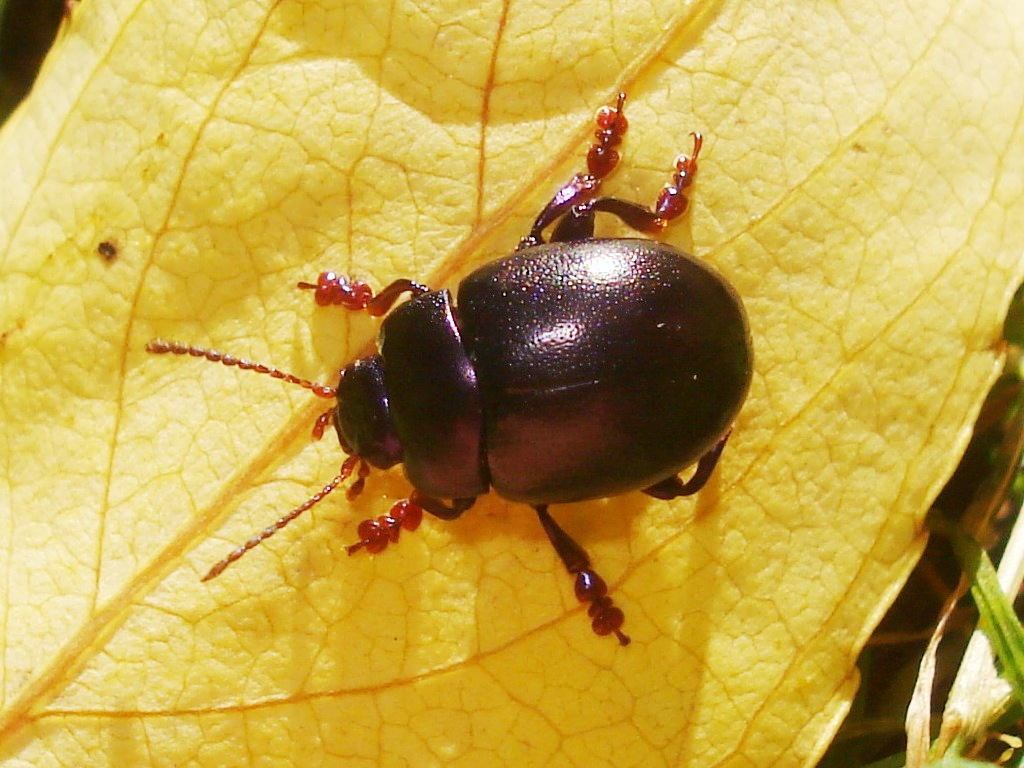
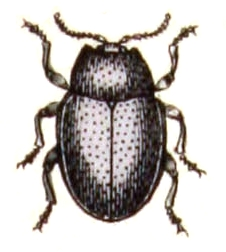